# Evangelische Stadtkirche (Remscheid)

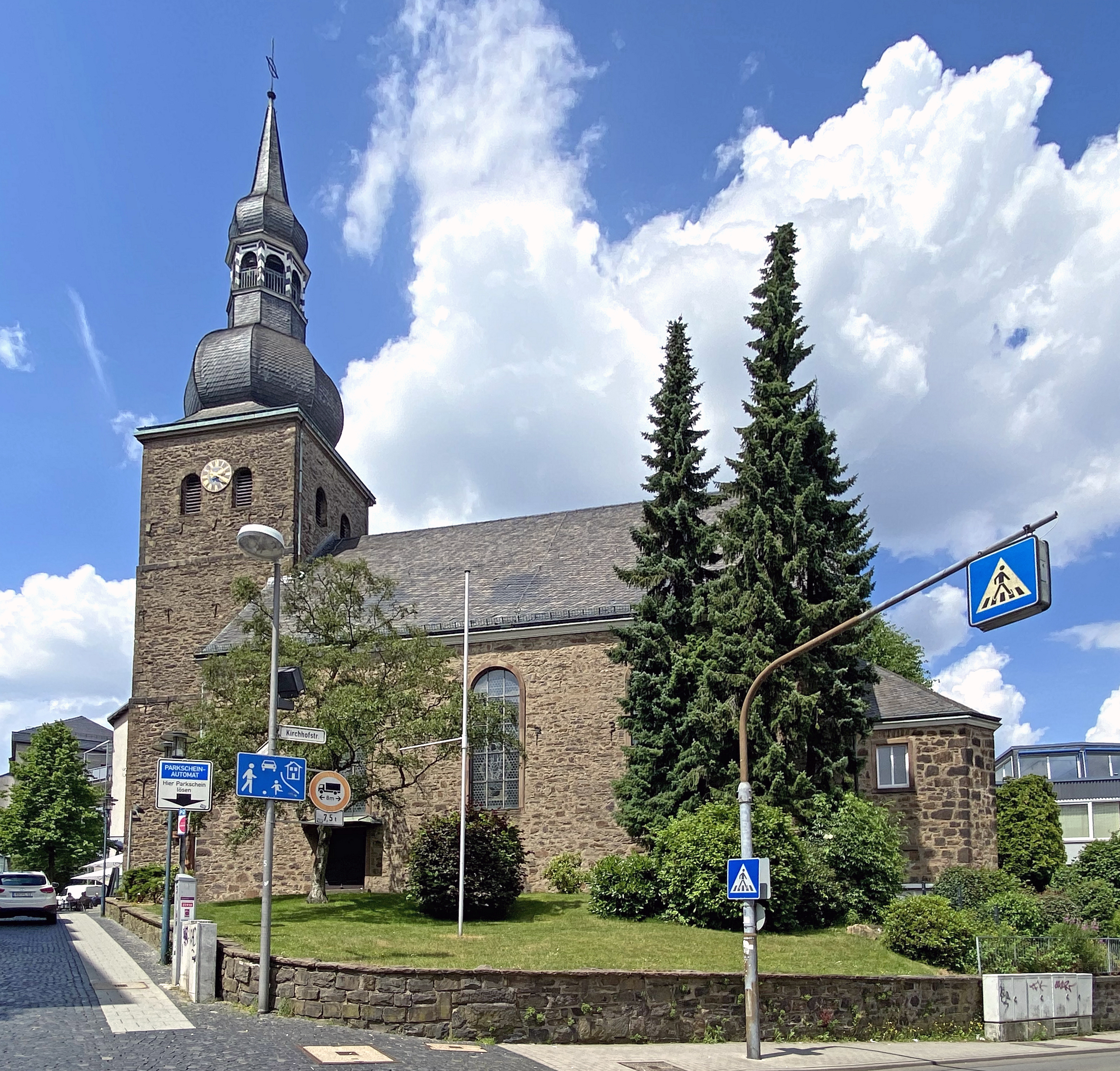
Stadtkirche Remscheid

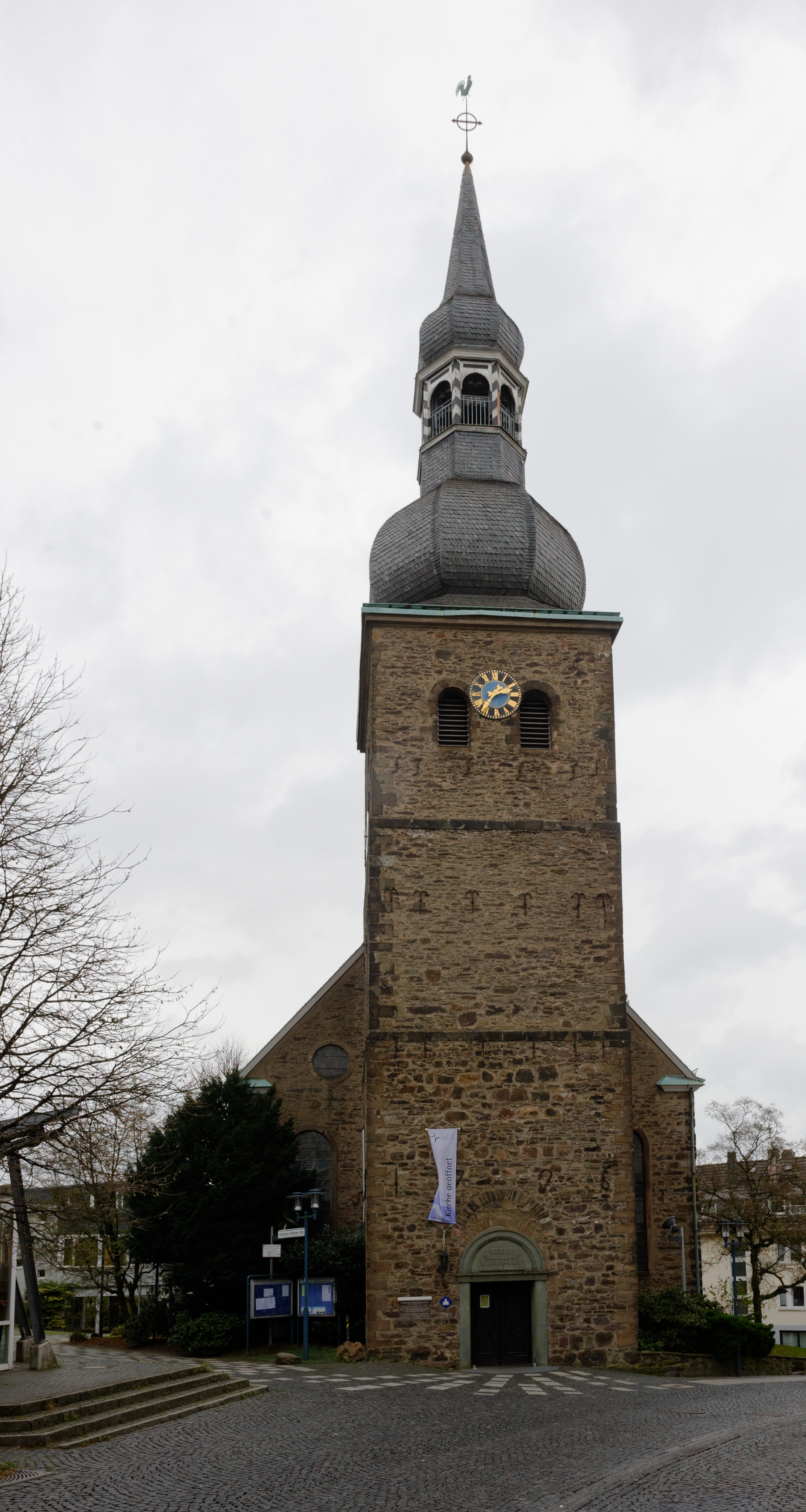
Stadtkirche Remscheid, Eingangsbereich

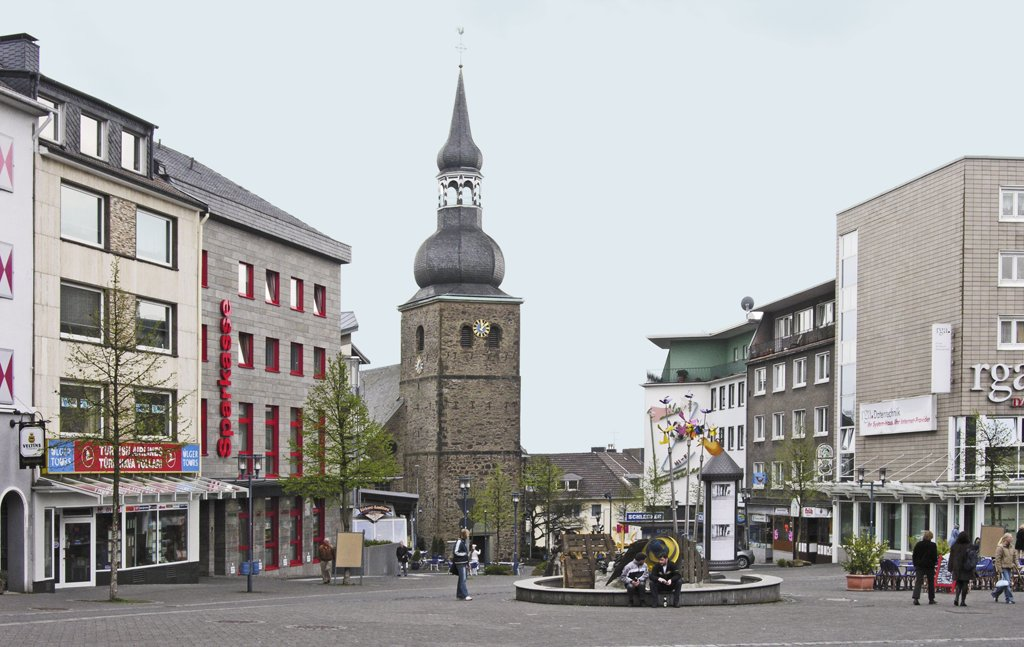
Die Evangelische Stadtkirche vom Marktplatz aus gesehen

Die Evangelische Stadtkirche ist die evangelische Hauptkirche von Remscheid in Nordrhein-Westfalen. Sie ist eine von zwei Kirchen der Stadtkirchengemeinde Remscheid, die zum Kirchenkreis Lennep der Evangelischen Kirche im Rheinland gehört.

## Geschichte
Unter der heutigen Stadtkirche, einem barocken Saalbau wurden durch archäologische Untersuchungen 1979 zwei Vorgängerkirchen nachgewiesen. Um 1000 entstand hier die Kapelle eines Fronhofs. Sie war eine kleine Saalkirche mit eingezogenem Rechteckchor. Das Patrozinium ist nicht bekannt. 1189 überschrieb Graf Engelbert I. von Berg diese Kapelle als seine Eigenkirche der von ihm gestifteten Kommende der Johanniter auf Schloss Burg. Die Johanniter ersetzten den Bau in der zweiten Hälfte des 12. Jahrhunderts durch eine dreischiffige romanische Basilika mit Chorhaus und Rundbogenapsis, ähnlich der heute noch erhaltenen Kirche St. Antonius Abbas zu Herkenrath, die auch zur Burger Kommende gehörte. Diese war nach einer Urkunde aus dem Jahr 1385 dem Apostel Paulus geweiht.
1548 begann die Reformation in Remscheid. 1570 trat die Remscheider Gemeinde zur Reformation über, das Patronatsrecht verblieb jedoch bei der Burger Kommende bis zu deren Aufhebung 1803. 1722 beschloss die Gemeinde, die alte verfallene Kirche durch einen Neubau zu ersetzen. Dieser wurde durch die Kommende genehmigt, es wurde aber die Beibehaltung des romanischen Chors verlangt. Während der Bauarbeiten kam es am Michaelistag 1723, dem 29. September, zu einem Großbrand in Remscheid, der den Rohbau und den romanischen Chor vernichtete. Daher wurde der neue rechteckige Saalbau, von flacher Tonne überspannt, ohne alte Bestandteile ab 1726 neu errichtet, lediglich der vierstöckige Turm wurde unter Verwendung der alten Bausubstanz – Kohlensandbruchstein und Haustein – neu hochgezogen. Die Jahreszahl 1726 ist in Eisenankern über dem Portal zu erkennen.
1730 erfolgte die Vollendung des Baus, als der Turm die geschweifte Birnenhaube erhielt und 1824 der Anbau der Sakristei.
1943 wurde das Gotteshaus durch einen Bombenangriff schwer in Mitleidenschaft gezogen. Die Neugestaltung des Innenraums in schlichtem Stil erfolgte 1954. Im Februar 1955 fand der Einweihungsgottesdienst nach dem Wiederaufbau statt.
1977 musste das Mauerwerk saniert werden; 1979/80 wurde der Innenraum durch eine historisierende Ausgestaltung erneuert. Architekt Hanns Berger begleitete die Bauarbeiten. Im November 1980 wurde die Kirche wieder eröffnet.

## Orgel
Nach dem Zweiten Weltkrieg erhielt die Kirche eine neue Orgel, die auf der Westempore aufgestellt wurde. Die Orgel wurde von der Orgelbaufirma G.F. Steinmeyer erbaut und hatte 21 Register auf 2 Manualen und Pedal. 1981 wurde das Instrument durch eine neue Orgel der Orgelbaufirma Rudolf von Beckerath (Hamburg) ersetzt. Das Schleifladen-Instrument hat 25 Register auf zwei Manualen und Pedal. Die Spiel- und Registertrakturen sind mechanisch.
| I Hauptwerk C–g3 |              |       |
| 1.               | Quintatön    | 16′   |
| 2.               | Prinzipal    | 8′    |
| 3.               | Rohrflöte    | 8′    |
| 4.               | Oktave       | 4′    |
| 5.               | Spitzflöte   | 4′    |
| 6.               | Nasat        | 2 ⁄3′ |
| 7.               | Oktave       | 2′    |
| 8.               | Mixtur IV-VI |       |
| 9.               | Trompete     | 8′    |
|                  | Tremulant    |       |

| II Schwellwerk C–g3 |                 |     |
| 10.                 | Holzgedackt     | 8′  |
| 11.                 | Spitzgambe      | 8′  |
| 12.                 | Prinzipal       | 4′  |
| 13.                 | Traversflöte    | 4′  |
| 14.                 | Waldflöte       | 2′  |
| 15.                 | Sesquialtera II |     |
| 16.                 | Scharf IV-V     |     |
| 17.                 | Dulzian         | 16′ |
| 18.                 | Oboe            | 8′  |
|                     | Tremulant       |     |

| Pedalwerk C–g1 |               |     |
| 19.            | Subbaß        | 16′ |
| 20.            | Oktavbaß      | 8′  |
| 21.            | Gedacktbaß    | 8′  |
| 22.            | Choralbaß     | 4′  |
| 23.            | Hintersatz IV |     |
| 24.            | Fagott        | 16′ |
| 25.            | Schalmei      | 4′  |

- Koppeln: II/I, I/P, II/P